# Whitwell (île de Wight)
Pour les articles homonymes, voir Whitwell.
Whitwell est un village de l’île de Wight, en Angleterre. Il forme la paroisse civile de Niton and Whitwell avec le village voisin de Niton.